# Дом офицеров (Таллин)
Дом офицеров — общественное здание, построенное в Таллине, столице Эстонии, в 1954 году. В 1997 году было внесено в Регистр памятников культуры Эстонии как памятник архитектуры под названием «Дом офицеров флота» (эст. Laevastiku Ohvitseride Maja, ДОФ). Таллинский ДОФ в советское время — одно из крупнейших учреждений культуры города. С 2001 года — объект муниципальной собственности, в котором начал работу Центр русской культуры (ЦРК). 30 июня 2025 года Центр русской культуры в Таллине как самостоятельное учреждение будет ликвидировано, здание передано целевому учреждению «Котёл культуры» под новым названием — Культурный центр «Мере» (эст. Mere kultuurikeskus).

## Предыстория. Кинотеатр «Grand Marina»
В конце XIX столетия на месте Дома офицеров стоял двухэтажный каменный жилой дом, построенный по проекту архитектора Николая Тамма-старшего и по своему облику типичный для предместий Таллина.
В 1914—1940 годах здесь работал роскошный по тем временам кинотеатр «Grand Marina» (позже — «Grand Marino» и затем «ARS»), возведённый на месте жилого дома инженером Василием Симеоновичем Войновым — директором Балтийских маячных мастерских, владельцем двух ревельских синематографов. Кинотеатр имел зал более чем на 1200 мест, который в то время был самым большим в Таллине. Рядом с ним находился популярный ночной ресторан-кабаре «Must Kass» (в переводе с эст. — «Чёрная Кошка»).
Потолок зрительного зала и каркас балконов были смонтированы из железобетонных конструкций, что в то время было новинкой технического прогресса для прибалтийских губерний Российской империи.
Так как здание «Grand Marina» было одним из самых больших по площади зданий Таллина, которое можно было арендовать для проведения различных мероприятий, с ним связано несколько событий, произошедших в переломные для Эстонии годы:

— 16 марта 1917 года в помещениях «Grand Marina» состоялось заседание Таллинского совета рабочих и солдатских депутатов;

— (10 апреля (28) марта 1917 год) в помещениях «Grand Marina» прошло первое организационное собрание эстонских солдат, где 500 солдатских представителей приняли решение о том, что эстонские солдаты и офицеры должны быть переведены на ближайшие к родине фронты, а также о необходимости создания международных воинских частей;

— 19 апреля 1917 года в «Grand Marina» состоялась первая конференция солдатских организаций, на которой было избрано Центральное солдатское бюро Эстонии и принято решение созвать первый Съезд солдат Эстонии.

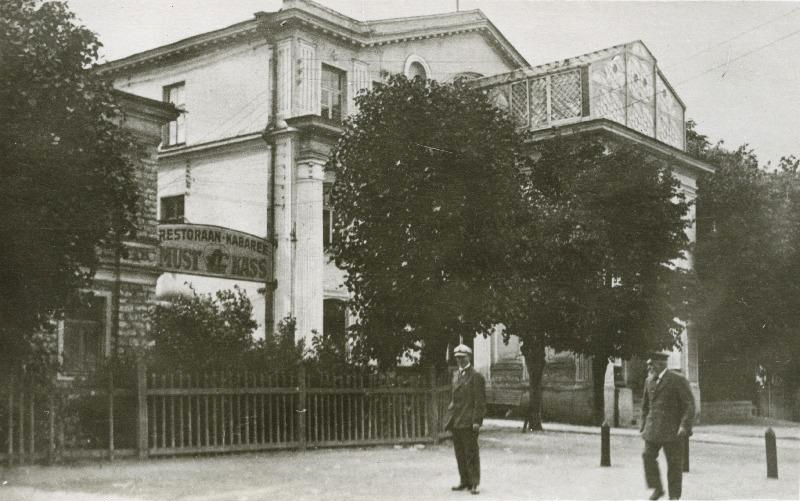
«Grand Marina» и «Must Kass», 1920 год
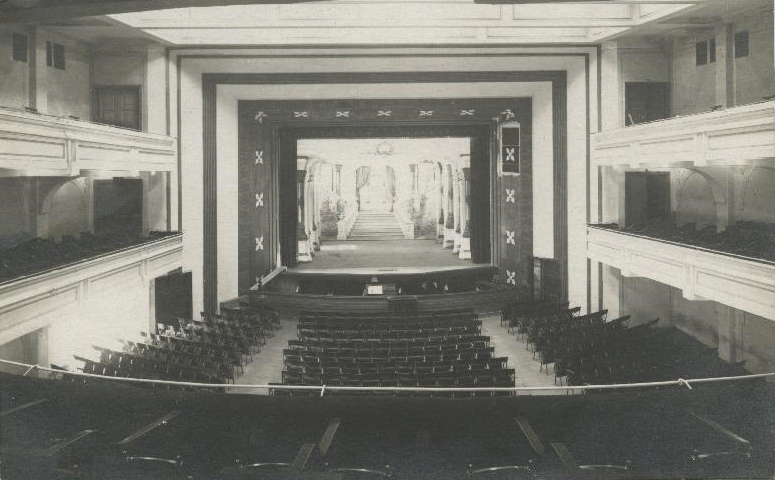
Зрительный зал «Grand Marina»
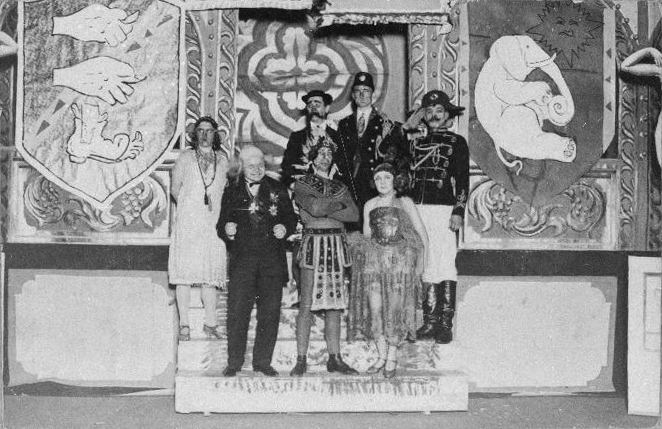
Спектакль «Умба-тумба» в «Grand Marina», 1930-е годы
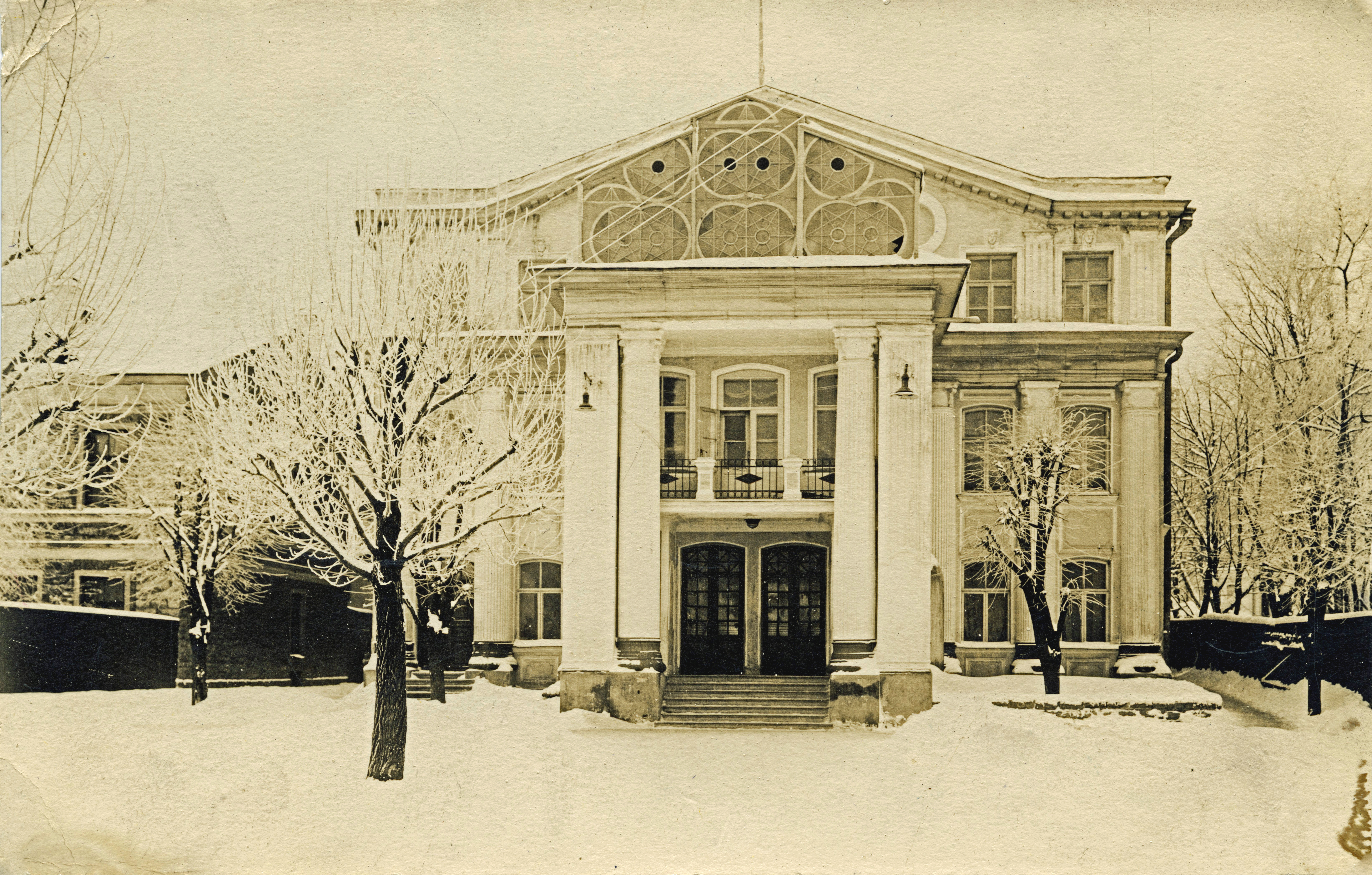
«Grand Marina» в 1930—1940-е годы

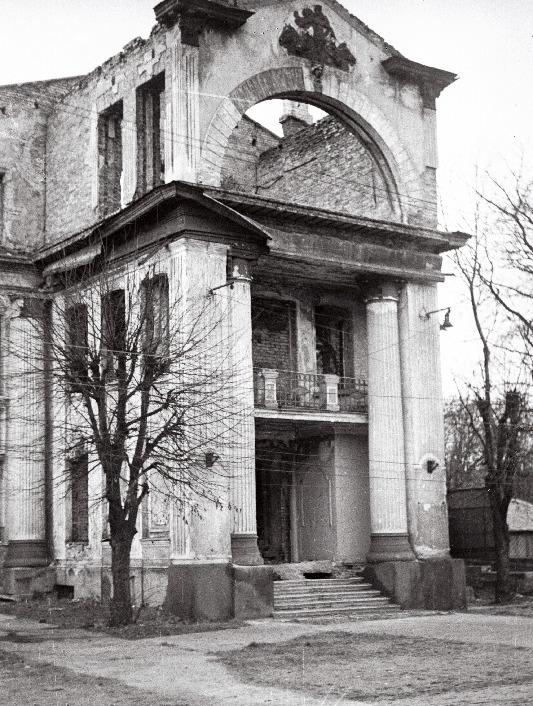
«Grand Marina» в 1944 году

В конце 1940 года здание перешло в распоряжение Красной армии; Василий Войнов был сослан в Вятский исправительно-трудовой лагерь, где умер в 1942 году.
В июне 1941 года в здании открылся штаб по вопросам депортации местного населения, но уже в августе того же года здание, переименованное к тому времени в кинотеатр «АРС», сгорело: при отступлении красноармейцев из города по указанию сверху сжигались плёнки советских кинофильмов, собранные в таллинских кинотеатрах, и огонь охватил все помещения, оставив от дома только коробку стен. Во время бомбёжки Таллина в марте 1944 года в здание попало несколько авиационных бомб.

## Дом офицеров
В 1948 году на месте руин кинотеатра городские власти запланировали построить крытый плавательный бассейн, однако денег на него не нашлось.

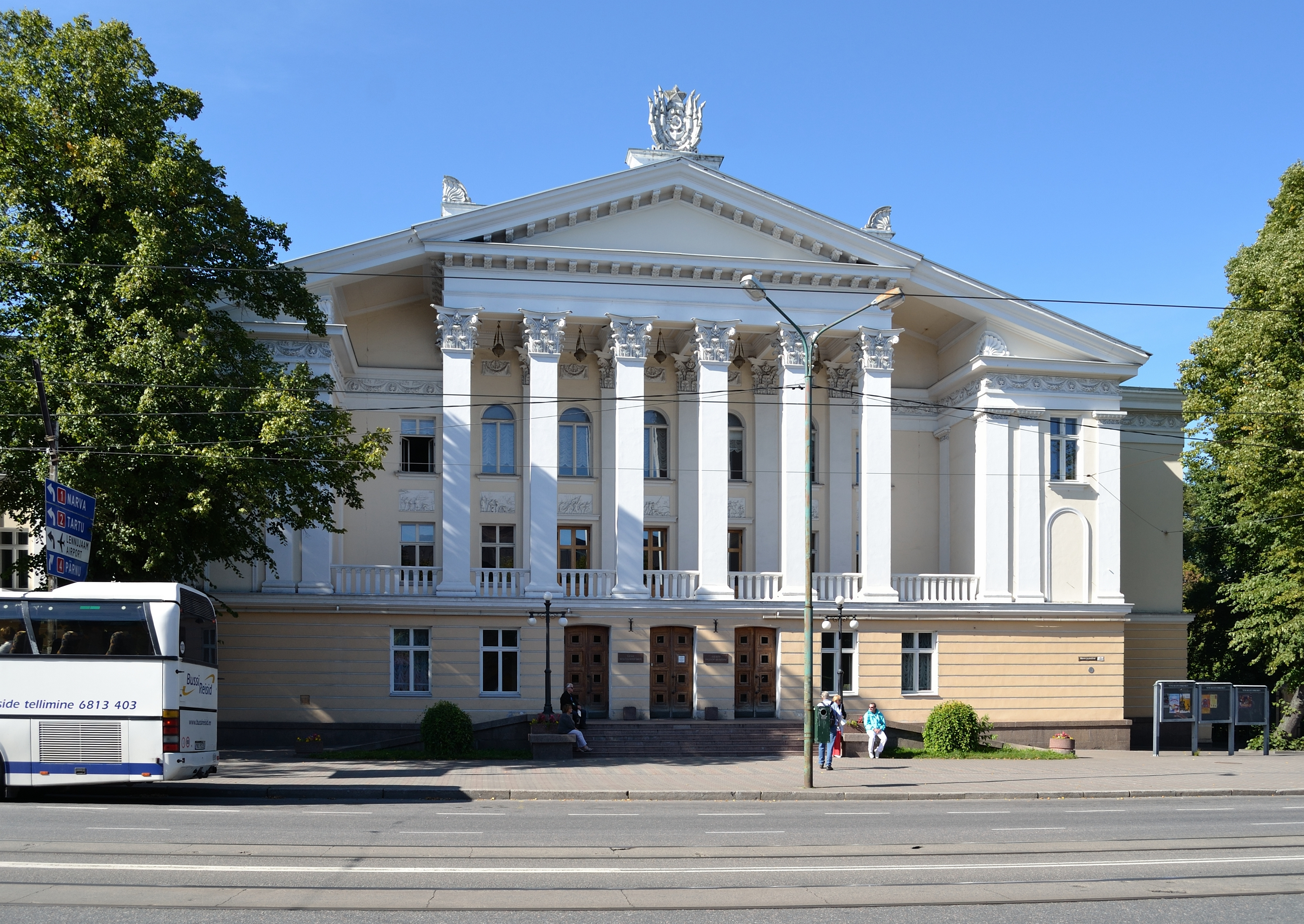
Таллинский Дом офицеров в 2011 году

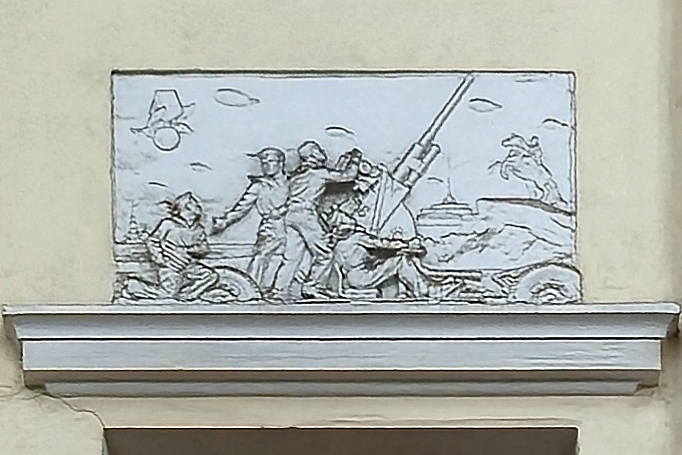
Один из барельефов на главном фасаде таллинского Дома офицеров

В 1951–1954 годах военные строители, в большей части — на добровольные пожертвования, возвели здесь трёхэтажное здание по типовому проекту архитектора Александра Дмитриевича Кузнецова (Военморпроект № 28). Его строили в то время, когда в Таллине ещё находился Главный штаб Балтийского флота, дом культуры которого ютился в помещениях бывшего Ревельского морского офицерского собрания на Ратушной площади.
Здание является примечательным образцом сталинского ампира с элементами неоклассицизма. При строительстве были частично использованы сохранившиеся фрагменты кинотеатра «Гранд Марина», а также соседний дом, принадлежавший общине таллинской церкви Святителя Николая Чудотворца (жилище настоятеля церкви).
Здание имеет большой треугольный фронтон; на главном фасаде расположены шесть четырёхугольных колонн с коринфскими капителями, шесть круглых колонн украшают большой балкон с левой стороны.
Для украшения внешнего фасада были выполнены 14 рельефов на темы каждодневной жизни российского и советского флота и его истории, в зрительном зале были размещены горельефы с портретами Маркса, Энгельса, Ленина и Сталина; в их создании участвовал ряд эстонских скульпторов: Энн Роос, Александр Каасик, Арсений Мёлдер, Линда Росин, Эрика Хагги, Эндель Танилоо и Эльфрийде Маран (Elfriide Maran).
Внутренний план здания включал 168 помещений; в нём был театральный зал на 1100 мест, читальня, лекционный зал и кафе; сцена вмещала 150 человек. Там, где раньше был ресторан-кабаре, находился один из самых больших танцевальных залов Таллина. Подвальные помещения были перестроены в ресторан.
Общая площадь здания составила 7500 м².
Интерьеры здания были выполнены на самом высоком для того времени уровне. Вестибюль и залы были украшены колоннами из искусственного мрамора, театральные балконы и карнизы — позолоченным орнаментом. В коридорах была размещена коллекция картин и скульптур на военно-морскую тематику, потолок большого зала украсил круглый плафон, изображающий празднование Дня Военно-морского флота СССР. Из Москвы были привезены потолочные люстры и настенные светильники.
Рядом с культурным учреждением был разбит парк, который в настоящее время называется парк Канути (эст. Kanuti park).
Перед центральным входом в здание до начала 2000-х годов стояли две пушки из Морской крепости Аэгна, которые в настоящее время установлены перед Главным штабом Сил обороны Эстонии.
В 1997 году постановлением министра культуры Эстонской Республики Таллинский Дом офицеров был признан памятником архитектуры и внесён в Регистр памятников культуры Эстонии под номером 8171.
В 2001 году на ремонт здания городские власти планировали потратить 110 млн крон, за период 2001—2005 годов было потрачено 60 млн крон. При этом, аудит в конце 2004 года установил, что при закупке строительных услуг не соблюдалась надлежащая практика  и не обеспечивалось наиболее рациональное и экономное использование денег. Департамент государственных закупок также обнаружил отклонение от закона при организации процедуры тендера государственных закупок в 2006 году. За проведение государственных закупок отвечал главный специалист Таллинского департамента охраны старины Айвар Ноорма. Ревизионная комиссия порекомендовала в дальнейшем назначать ответственным лицом за организацию государственных закупок специалиста с высшим строительным образованием.
В 2006 году в ЦРК начался обширный ремонт, завершившийся в 2009 году и вернувший зданию прежнее великолепие. Было отреставрировано потолочное панно и вся лепнина. После ремонта в Большом зале ЦРК осталось 850 посадочных мест (были убраны около 200 кресел, с которых невозможно было следить за происходящим на сцене, и за счёт этого увеличено расстояние между рядами).
При инспектировании 27 апреля 2020 года специалистами Таллинского департамента городского планирования состояние здания было признано хорошим.

## Демонтаж советской символики

Декоративный герб на здании Дома офицеров

29 апреля 2025 года по распоряжению городских властей с фасада Центра русской культуры был демонтирован советский декоративный герб. Он представлял собой объёмную бетонную композицию: пятиугольная звезда, флаги, якорь, в центре которого — серп и молот. Вес герба составлял 2,5 тонны. Как было заявлено горуправой, основанием для проведения работ послужили коалиционное соглашение об удалении символов оккупации с принадлежащих городу объектов недвижимости и заключение экспертов по оценке безопасности строительных конструкций. Советский символ перевезён в Таллинский городской музей на консервацию (при демонтаже часть герба отвалилась).